# Cécile Duflot
Cécile Duflot (Villeneuve-Saint-Georges, 1 april 1975) is een Frans politica. 

## Levensloop
Als oudste dochter van een spoorwegvakbondslid en een docente natuurkunde en scheikunde, groeide ze op in het district Montereau-Fault-Yonne. Ze heeft een master in de geografie, haar vakgebied is planologie. Ze heeft vier kinderen.

## Politieke carrière
Haar eerste activistische inspanningen waren voor de Jeunesse ouvrière chrétienne (Jonge christelijke arbeiders) en de Ligue pour la protection des oiseaux (Liga voor het beschermen van vogels).
Nadat ze in 2001 lid was geworden van de Les Verts, stelde ze zich kandidaat voor de gemeenteraadsverkiezingen in haar geboortestad. Ze werd gekozen en kwam in de oppositie terecht. In januari 2005 werd ze woordvoerder voor de partij. In 2006 dong ze mee naar het kandidaatschap van haar partij voor de Franse presidentsverkiezingen van 2007. Met 23,29% van de stemmen werd ze derde na Dominique Voynet en Yves Cochet, waardoor ze niet door ging naar de tweede ronde.
Haar eerste partij Les Verts ging op 13 november 2010 op in Europe Écologie-Les Verts. Totdat ze minister werd, was ze samen met Jean-Luc Bennahmias medepartijsecretaris, medevoorzitter van deze partij. In mei 2012 kondigde ze haar aftreden aan als medepartijsecretaris.
Ze was van juni 2012 tot en met maart 2014 minister van Volkshuisvesting in de beide regeringen onder Jean-Marc Ayrault: I en II. Zij was voor haar partij de enige minister in de regering. Cécile Duflot was ministre de l’Egalité des Territoires et du Logement, minister voor gelijkheid tussen Overzeese gebiedsdelen en voor Volkshuisvesting.
Tijdens de Franse gemeenteraadsverkiezingen in maart 2014 verloren de partijen in de coalitie van Ayrault veel stemmen. Ayrault diende zijn ontslag in als premier. Cécile Duflots partij trad uit de regering terug. Zelf heeft ze niet onmiddellijk een nieuwe functie aangenomen. 
Voor de parlementsverkiezingen van juni 2017 was ze opnieuw kandidaat voor de Groenen en kreeg geen kandidaat vanwege de Parti socialiste tegen zich. Niettemin werd ze bij de eerste ronde uitgeschakeld.
- Bibliothèque nationale de France: cb16214138g (data)
- Gemeinsame Normdatei: 140848495
- International Standard Name Identifier: 0000 0001 0787 7997
- Library of Congress Control Number: n2010079892
- Réseau des bibliothèques de Suisse occidentale: 02-A024884769
- Système universitaire de documentation: 146585283
- Virtual International Authority File: 107826841
- WorldCat: E39PBJmhK9mh78pWdKCvFQWxDq